# Incendies du Mercredi des Cendres de 1983
Les incendies du Mercredi des Cendres constituent une catastrophe naturelle survenue dans le sud-est de l'Australie le 16 février 1983.

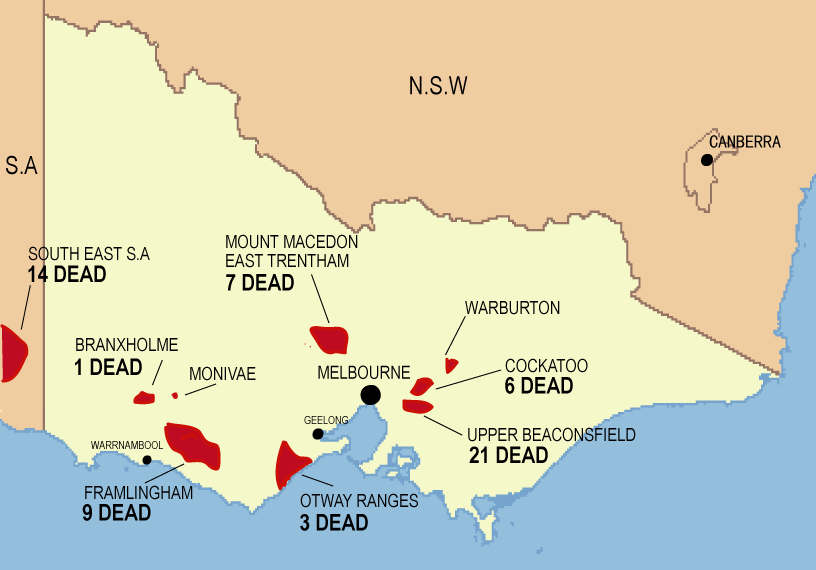
Carte des zones incendiées dans l'État de Victoria (47 morts).

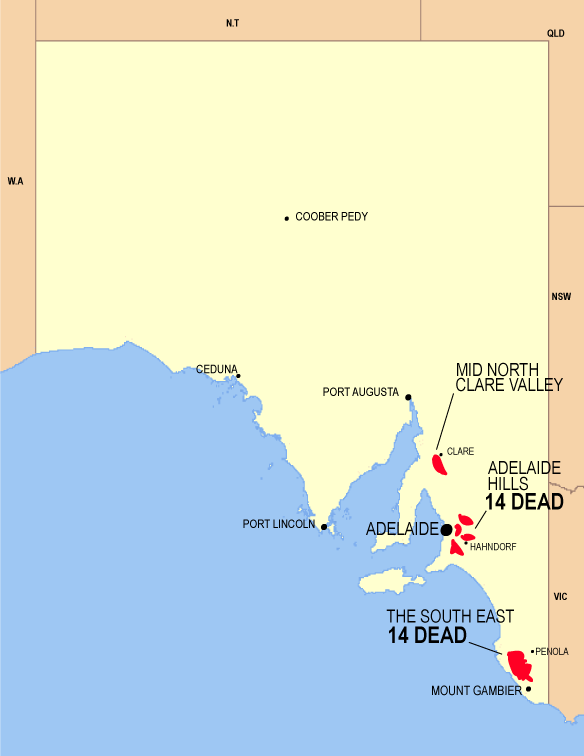
Carte des zones incendiées dans l'État d'Australie-Méridionale (28 morts).

En douze heures, plus de 180 incendies nourris par des vents atteignant jusqu'à 110 km/h ont causé des dégâts dans les États de Victoria et de l'Australie-Méridionale. C'est la combinaison de plusieurs années de graves sécheresses de 1979 à 1983 et des conditions météorologiques extrêmes qui ont engendré la pire journée d'incendie qu'ait connue l'Australie en un siècle. Ces incendies qui ont fait 75 morts ont été la deuxième catastrophe de feu de brousse la plus meurtrière de l'histoire australienne - seuls les feux de brousse de Victoria de 2009 ont fait plus de victimes.

## Référence
- (en) Cet article est partiellement ou en totalité issu de l’article de Wikipédia en anglais intitulé « Ash Wednesday fires » (voir la liste des auteurs).